# 坎图
坎图（義大利語：Cantù），是意大利科莫省的一个市镇。总面积23.18平方公里，人口38978人，人口密度1681.5人/平方公里（2009年）。ISTAT代码为013041。

## 友好城市
- 法國索恩河畔自由城
- 英国鄧弗里斯
- 美国纽约州詹姆斯敦